# The Man Who Stayed at Home
The Man Who Stayed at Home er en britisk stumfilm fra 1915 af Cecil M. Hepworth.

## Medvirkende
- Dennis Eadie som Christopher Brent.
- Violet Hopson som Miriam Leigh.
- Alma Taylor som Molly Preston.
- Lionelle Howard som Carl Sanderson.
- Chrissie White som Daphne Kidlington.